# Unity (mòdul de l'ISS)
El mòdul de connexió Unity va ser el primer component de construcció nord-americà de l'Estació Espacial Internacional.
És de forma cilíndrica, amb sis connexions d'atracada situades (davant, a la popa, a babord, a estribord, al zenit, i en nadir) facilitant connexions a altres mòduls.
El Unity mesura 4,57 metres (15 peus) de diàmetre, 5,47 metres (18 peus) de llarg,
i va ser construït per la NASA per The Boeing Company en unes instal·lacions industrials al Marshall Space Flight Center a Huntsville, Alabama.
De vegades anomenat Node 1, el Unity fou el primer dels tres mòduls de connexió, els altres dos són l'Harmony i Tranquility.

## Especificacions
- Longitud: 5,49 m
- Diàmetre: 4,57 m
- Massa: 11.612 kg